# Maningory-vízesés
A Maningory-vízesés a Maningory-folyón található Madagaszkár keleti részén, Analanjirofo régióban, mintegy húsz kilométernyire Imerimandroso városától.  A vízesés 90 méter magasból zúdul alá.

## Fordítás
Ez a szócikk részben vagy egészben  a   Maningory Falls című angol Wikipédia-szócikk ezen változatának fordításán alapul.  Az eredeti cikk szerkesztőit annak laptörténete sorolja fel. Ez a jelzés csupán a megfogalmazás eredetét és a szerzői jogokat jelzi, nem szolgál a cikkben szereplő információk forrásmegjelöléseként.